# Lorenzo Caleppi

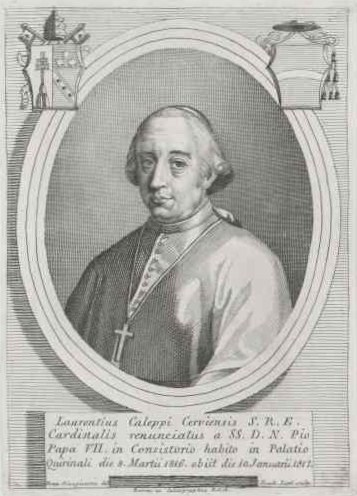
Lorenzo Caleppi

Lorenzo Caleppi (* 29. April 1741 in Cervia; † 10. Januar 1817 in Rio de Janeiro) war ein italienischer Kardinal der Römischen Kirche.

## Leben
Geboren als Sohn des Grafen Nicola Caleppi und dessen Ehefrau Luciana Salducci, gehörte Lorenzo Caleppi einer Patrizierfamilie Cervias an. Seine erste Ausbildung erfolgte am Jesuitenkolleg in Ravenna. Am 3. Januar 1767 wurde er an der Universität Cesena zum Doctor iuris utriusque promoviert. Von 1766 bis 1767 war er Bischofsvikar und Generalkommissar für den zu Ferrara gehörenden Teil der Erzdiözese Ravenna. Danach begab er sich nach Rom, wo er die Protektion Giuseppe Garampis genoss. Durch ihn empfing Caleppi am 1. Mai 1772 die Priesterweihe.
In den Dienst der Kurie trat Lorenzo Caleppi 1772 als Uditore (Auditor) unter Giuseppe Garampi an der Nuntiatur in Polen, dies blieb er bis 1775. Von 1776 bis 1780 war er Uditore an der Nuntiatur in Wien, wo er 1780 die Begräbnisrede auf Königin Maria Theresia hielt. Im Jahr 1782 findet er sich als Geschäftsträger des Heiligen Stuhls in Wien, während Giuseppe Garampi Papst Pius VI. auf der Rückreise von Wien nach Rom begleitete. Als Giuseppe Garampi 1785 zum Kardinal erhoben wurde, überbrachte Lorenzo Caleppi als Apostolischer Ablegat ihm das rote Birett. Zurück in Rom, wurde Caleppi Prior der Kollegiatkirche Santa Maria in Via Lata und nahm verschiedene diplomatische Missionen wahr, insbesondere 1786–1788 in Neapel. Im Herbst 1792 übertrug Pius VI. ihm die Leitung eines Hilfswerkes für französische Priester, die vor der Revolution nach Rom geflüchtet waren.
Lorenzo Caleppi wurde am 21. Februar 1794 Päpstlicher Hausprälat und am 13. Mai desselben Jahres Referendar. Pius VI. ernannte ihn 1795 zum Sekretär der Besonderen Kongregation für die Angelegenheiten Polens. Im Mai 1796 wurde er vom Papst auf eine diplomatische Mission nach Florenz entsandt, um dort mit dem Direktorium zu verhandeln; ferner war er Bevollmächtigter an der Seite von Kardinal Alessandro Mattei, als dieser über den Vertrag von Tolentino verhandelte. Im Mai 1797 findet er sich als Kleriker der Apostolischen Kammer. Während der Zeit der Repubblica Romana floh Lorenzo Caleppi erst nach Neapel, dann nach Sizilien, von wo er zum Konklave 1799/1800 nach Venedig reiste. Der neugewählte Papst Pius VII. teilte ihn am 9. Juli 1800 der besonderen Kongregation für die Rückholung der während der französischen Besatzung enteigneten kirchlichen Güter (italienisch congregazione deputata per gli acquisti fatti nel tempo della rivoluzione) zu. Am 4. Februar 1801 war Lorenzo Caleppi einer der Mitbegründer der Akademie für die Katholische Religion.
Papst Pius VII. ernannte Lorenzo Caleppi am 23. Februar 1801 zum Titularerzbischof von Nisibis. Die Bischofsweihe spendete ihm am 15. November 1801 in der Kathedrale von Frascati der Kardinalbischof von Frascati, Henry Benedict Stuart; Mitkonsekratoren waren Bischof Angelo Cesarini und Bonaventura Gazzola OFM Ref, Bischof von Cervia. Am 19. November desselben Jahres wurde er zum Päpstlichen Thronassistent und am 23. Dezember 1801 zum Nuntius in Portugal ernannt. Lorenzo Caleppi verließ Rom mit Vincenzo Macchi als Uditore am 26. April des folgenden Jahres, sie erreichten Lissabon am 22. Mai, wo Caleppi am 27. Juni 1802 seine Akkreditierung überreichte.
Als 1808 die französische Armee die iberische Halbinsel eroberte, verließ Lorenzo Caleppi mit König João VI., der königlichen Familie und dem Hofstaat am 19. April 1808 Portugal und segelte nach Brasilien, wo sie am 8. September desselben Jahres Rio de Janeiro erreichten. Sein Mitarbeiter Vincenzo Macchi blieb als Geschäftsträger in Lissabon zurück.
Er war der erste Kardinal der Römischen Kirche, der auf amerikanischem Boden starb. Beigesetzt wurde er in der Franziskanerkirche San António in Rio de Janeiro.

## Veröffentlichungen
- Per le solenne esequie di Maria Teresa d’Habsburg, imperatrice e regina apostolica, celebrate in Vienna dalla nazione italiana il XIX gennaio MDCCLXXXI. Orazione. Wien 1781.